# Самора (футбольный клуб, Испания)
«Самора» (исп. Zamora CF) — испанский футбольный клуб из одноимённого города, в одноимённой провинции в автономном сообществе Кастилия-Леон. Клуб основан в 2 августа 1969 года, домашние матчи проводит на стадионе «Рута де ла Плата», вмещающем 7 900 зрителей. В Примере и Сегунде команда никогда не выступала, лучшим результатом является 2-е место в Сегунда B в сезоне 2002/03.

## Сезоны по дивизионам
- Сегунда B — 25 сезонов
- Терсера — 24 сезона
- Региональная лига — 3 сезона

## Достижения
- Терсера
  - Победитель (3): 1977/78, 1992/93, 1998/99